# Adventure World (Japan)
Adventure World (アドベンチャーワールド) is een attractiepark en dierentuin in Shirahama in de Japanse prefectuur Wakayama.

## Opbouw
Het park bestaat uit verschillende delen:
- Marine world, heeft een dolfinarium met naast dolfijnen ook zeeleeuwen en zeeotters. Een aantal keer per dag worden er shows gegeven.
- Safari World, het safaripark met dieren van verschillende continenten
- Panda Land : Hier leven zes panda's (Eimei, Meimei, Ryuhin & Shuhin, Rauhin, Kouhin)
- Sea Animal Museum
- Penguin Kingdom
- Enjoy World
- Play Zone